# Snuff
Snuff és un grup de música punk rock anglès format al barri londinenc de Hendon l'any 1986. El seu nom va sortir després d'una llarga discussió sobre noms que va acabar amb un d'ells exclamant That's enough, que escurçat seria Snuff. La formació original és amb Duncan Redmonds a la bateria i cantant, Simon Wells a la guitarra, Andy Crighton al baix i Dave Redmonds al trombó.
Snuff ha publicat els seus treballs a través de diversos segells discogràfics independents incloent-hi la seva pròpia discogràfica, Ten Past Twelve Records, i també amb Fat Wreck Chords.

## Discografia

### Àlbums d'estudi
| Àlbum | Any  |
| --- | ---- |
| Snuff Said | 1989 |
| Reach | 1992 |
| Demmamussabebonk | 1996 |
| Potatoes and Melons Wholesale Prices Straight from the Lock Up                                                            | 1997 |
| Tweet Tweet My Lovely | 1998 |
| Numb Nuts | 2000 |
| Disposable Income | 2003 |
| Greasy Hair Makes Money                                                                                                   | 2004 |
| 5-4-3-2-1-Perhaps? | 2013 |
| There's A Lot Of It About                                                                                                 | 2019 |
| Crepuscolo dorato della bruschetta borsetta calzetta cacchetta trombetta lambretta giallo ossido, ooooooh cosi magnifico! | 2022 |
| Come And Have A Go if You Think You're Rachmaninoff (acústic)                                                             | 2023 |
| Off On The Charabanc | 2024 |

### EP
| Àlbum                   | Any  |
| ----------------------- | ---- |
| Flibbiddydibbiddydob    | 1990 |
| Schminkie Minkie Pinkie | 1998 |
| Sweet Days              | 2000 |
| Blue Gravy Phase 9      | 2001 |
| No Biting!              | 2016 |
| The Wrath Of Thoth      | 2020 |

### Recopilatoris
| Àlbum                                                          | Any  |
| -------------------------------------------------------------- | ---- |
| Six of One, Half a Dozen of the Other: 1986-2002 (àlbum doble) | 2005 |

### Àlbums en directe
| Àlbum                                              | Any  |
| -------------------------------------------------- | ---- |
| Kilburn Nacional 27.11.90                          | 1995 |
| Caught In Session (BBC 1 Radio Sessions)           | 1997 |
| Kilburn Nacional / Caught In Session (àlbum doble) | 2003 |
| Crepuscolo dorato - Live takes                     | 2022 |